# Šercer
Šercer je priimek v Sloveniji in tujini. Po podatkih Statističnega urada Republike Slovenije je na dan 1. januarja 2011 v Slovenjiji uporabljalo ta priimek 157 oseb.  

## Znani slovenski nosilci priimka
- Anton Šercer (*1946), fizioterapevt
- Barbara Šercer, plesalka
- Ljubo Šercer (1915—1941), partizan, narodni heroj Jugoslavije
- Miha Šercer - Šerc, alpinist (= odvetnik?)
- Miro Šercer (1917—1988), nogometaš
- Nikola(j) Šercer (1911—?), arhitekt (v Bgd?)

## Znani tuji nosilci priimka
- Ante Šercer (1896—1968), hrvaški zdravnik otolaringolog